# Tarot (adivinación)
El tarot (originalmente conocido como trionfi y posteriormente como tarocchi o tarocks) es una baraja de naipes a menudo utilizada desde por lo menos mediados del siglo XV en varias partes de Europa para jugar juegos de cartas tales como el Tarocchini.  A finales del siglo XVIII, ocultistas franceses hicieron afirmaciones elaboradas, pero no corroboradas, sobre la historia y significado de las cartas, lo que llevó a la aparición de barajas personalizadas para ser usadas en la adivinación,usando las cartas del tarot para obtener conocimiento o intuiciones sobre el pasado, el presente o el futuro. Como medio de consulta e interpretación de hechos (presentes, pasados o futuros), sueños, percepciones o estados emocionales constituye, pues, un tipo de cartomancia.
La técnica consiste en formular una pregunta, a lo que sigue la selección de cartas de una baraja especial que luego son interpretadas por un lector, según el orden o disposición en que han sido seleccionadas o repartidas. La baraja de tarot está compuesta por 78 cartas divididas en arcanos mayores, los cuales son 22; y menores, que son 56. La palabra «arcano» proviene del latín arcanum, que significa 'misterio' o 'secreto'. A quienes practican este tipo de adivinación se llaman «tarotistas» o «taroteros».
Desde su adopción como instrumento de adivinación en la Francia del siglo XVIII, el tarot se ha utilizado en prácticas hermenéuticas, mágicas, místicas, semióticas y psicológicas. Su uso ha sido vinculado al pueblo romaní para adivinar el futuro,y aparece también en la psicología analítica, como un «aparato» psicológico junguiano capaz de acceder al «conocimiento absoluto del inconsciente», como herramienta de análisis arquetípico e incluso como instrumento para facilitar el proceso junguiano de individuación.

## Historia

### Orígenes del tarot

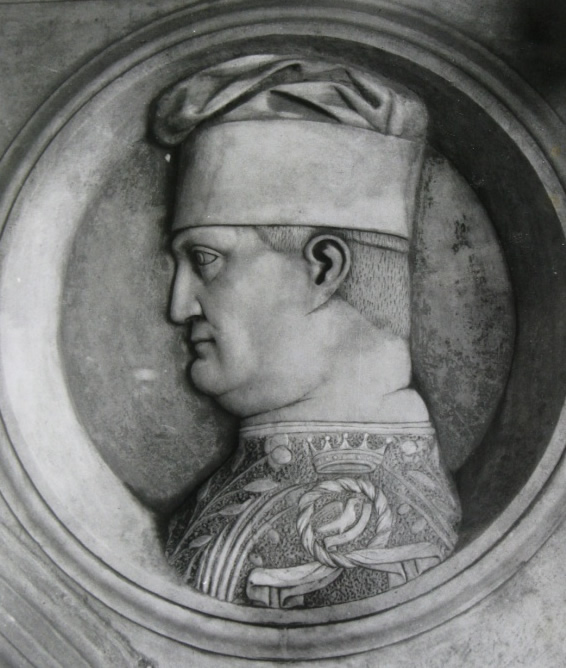
Filippo María Visconti

Los mazos ordinarios aparecieron por primera vez en la Europa cristiana en los reinos de la península ibérica (muy probablemente traídos de Oriente por los árabes), ya que el Consejo de Ciento prohibió los juegos de cartas en 1310 en Barcelona.

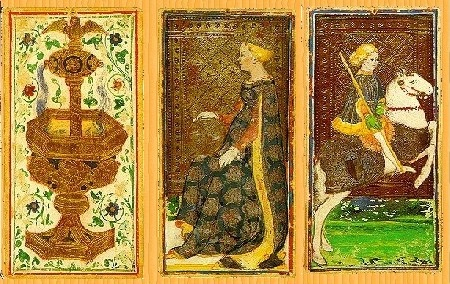
Mazo de cartas de tarot Visconti-Sforza.

Las primeras fuentes de Europa describen un mazo con las 56 cartas típicas (1 al 10 y cuatro figuras), como un mazo moderno sin comodines. Los palos eran cimitarras, bastones, copas y monedas. Estos dibujos evolucionaron rápidamente hacia los palos básicos latinos: espadas, bastos, copas y oros, que se usan todavía en los mazos de naipes tradicionales españoles e italianos.
Desde 1377 en adelante puede fijarse, con alguna certeza, una difusión mayor de los naipes en Europa. Las primeras referencias al tarot aparecen en el siglo XV en Italia. La baraja más antigua es el tarot del duque de Milán, Filippo María Visconti (1412-1447), hoy día en la Biblioteca de la Universidad Yale. Es conocida actualmente como la baraja Visconti-Sforza, posiblemente para celebrar el casamiento de su hija Bianca María con su sucesor, el futuro duque Francisco I Sforza.
De acuerdo al historiador italiano Giordano Berti, algunas imágenes del tarot de Filippo María Visconti son iguales a las de otra baraja diseñada por el duque en 1415: el juego Los XVI Héroes.
En estudios realizados por ocultistas de los siglos XVIII y XIX, como Antoine Court de Gebelin, Eliphas Levi y el doctor Gérard Encausse (Papus), se intenta demostrar la conexión existente entre el tarot y la cábala, así como con el simbolismo egipcio.
Según plantean los investigadores Daniel Rodes y Encarna Sánchez, el origen del tarot habría que buscarlo entre los cátaros medievales y la cultura occitana, cuya filosofía encaja perfectamente en la idea básica del juego de tarot.
Así, la presencia de una papisa, la importancia de los personajes femeninos y claras referencias a un cristianismo distinto al de la ortodoxia romana harían pensar en un uso original del tarot como una transmisión de un conocimiento filosófico, si bien con el paso del tiempo pasarían a ser usadas como un sistema adivinatorio. Pero la papisa fue, en realidad, un símbolo de la fe cristiana, como demuestran numerosas obras de arte de la Edad Media.
Otros autores afirman que los gitanos, en su deambular por los países europeos, promovieron el tarot como un sistema adivinatorio. Hay, de hecho, quien sostiene que el tarot logró sobrevivir a la Inquisición, ya que los gitanos no representaban objetivos prioritarios de la jurisdicción inquisitorial, por los que ellos, sus conocidas prácticas esotéricas y sus efectos personales consiguieron zafarse de la persecución y la hoguera y llegar hasta nuestros días. Pero es cierto que los gitanos llegaron a Europa cuando el tarot era ya conocido. Por otra parte, el tarot se juega en Italia desde el siglo XV, y en el siglo siguiente se propagó en muchas regiones de Europa: en primer lugar Francia, después Suiza, Bélgica, Alemania y Austria. La adivinación con el tarot aparece con seguridad en Italia y Francia en el siglo XVIII.

### Origen de las cartas
Parece que los motivos específicos por los cuales fueron añadidos los "triunfos" a la estructura del mazo corriente de cuatro palos de 14 cartas, eran ideológicos.
La idea sería constituir un sistema particular de enviar mensajes de diferente contenido; los primeros ejemplos conocidos exhiben ideas filosóficas, sociales, poéticas, astronómicas y  heráldicas. Por ejemplo, así como un grupo de antiguos héroes de la Antigua Roma, Grecia, Babilonia, como en el caso del Tarot Sola-Busca (1491) y el poema de Boiardo Tarocchi (producido en una fecha desconocida entre 1461 y 1494). Por ejemplo, el mazo conocido más antiguo, existente solamente por la descripción en el breve libro de Martiano, fue producido para mostrar el sistema de los dioses griegos, un tema muy de moda en Italia en ese tiempo. Su producción bien puede haber acompañado una celebración triunfal del comisionado Filippo Maria Visconti, duque de Milán, o sea que el propósito de ese mazo fue expresar y consolidar el poder político en Milán (como era común en otras obras de arte de esa época). Los cuatro palos mostraban aves, motivos que aparecían regularmente en la heráldica de los Visconti, y el orden específico de los dioses da fundamento para asumir que el mazo estaba pensado para demostrar que los Visconti se identificaban como descendientes de Júpiter y Venus (que no eran vistos como divinidades pero endiosados como héroes terrenales). El historiador italiano Giordano Berti supone que fue el propio duque de Milán, Filippo Maria Visconti, el inventor del Tarot. Stuart Kaplan, un reconocido experto en el Tarot, dice que todo el simbolismo del Tarot tal como lo conocemos hoy en día se desarrolló del Tarot italiano.
Durante mucho tiempo las cartas de tarot permanecieron como un privilegio de la clase alta y, aunque pueden rastrearse hasta el siglo XIV algunos sermones que arrojaban invectivas contra el demonio inherente a las cartas, la Iglesia católica y la mayoría de los gobernantes civiles no condenaban habitualmente las cartas de tarot en los primeros tiempos de su aparición. De hecho, en algunas jurisdicciones las cartas de tarot estaban específicamente exentas de normas legales que, por el contrario, prohibían el juego de cartas.

### Mazos antiguos de tarot
Las cartas de tarot más antiguas que sobreviven son las del llamado Tarot Cary-Yale (o Tarot Visconti-Modrone), que fue creado en 1442-1447 por el pintor Bonifacio Bembo para los Visconti-Sforza, la familia dominante de Milán. Las cartas (solo 66) están hoy día en la Biblioteca de la Universidad de Yale, EE. UU. 

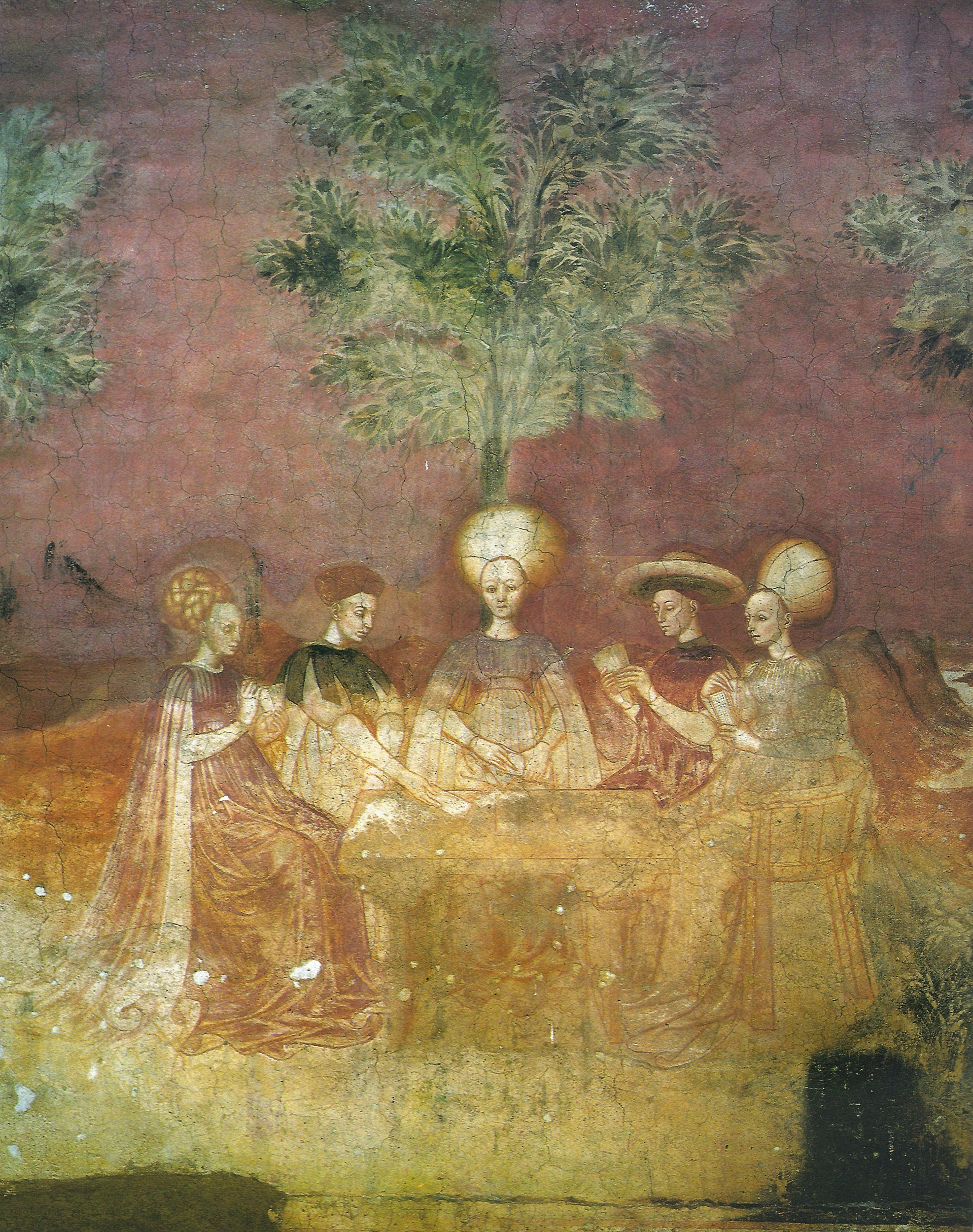
Jugadores de Tarocchi (Tarot)

Entre los primeros mazos de tarot, el más famoso fue pintado a mediados del siglo XV para celebrar la conquista del poder en Milán por Francesco Sforza y su esposa Bianca Maria Visconti, hija del duque Filippo Maria. Probablemente fue pintado por Bonifacio Bembo, pero algunas cartas fueron hechas por miniaturistas de otra escuela. 35 de las cartas están en la Biblioteca y Museo Morgan, 26 en la Accademia Carrara, 13 en la Casa Colleoni y dos, el Diablo y la Torre, se encuentran perdidas o, quizá, no se hicieron nunca. Este mazo de tarot "Visconti-Sforza", que ha sido largamente reproducido, combina los palos de espadas, bastos, oro y copas y las figuras rey, reina, caballo y sota con triunfos que reflejan la iconografía convencional de la época en un grado significativo.

### Las cartas de triunfo
Las cartas que más adelante caracterizarían al tarot parecen haberse desarrollado unos 40 años después, y se mencionan en el texto superviviente de Martiano da Tortona. Se cree que Martiano lo escribió entre 1418 y 1425, dado que en 1418 su pintor Michelino da Besozzo volvió a Milán, y Martiano murió en 1425. No se puede probar que las cartas de tarot no existieran antes de esa fecha, pero parece improbable ya que el texto de Martiano fue escrito por lo menos quince años antes que otros documentos corroborativos. 
El mazo del Tarot que Martiano describe se puede considerar un precedente del mazo que conocemos hoy en día, ya que es distinto en algunos aspectos; por ejemplo, su mazo tenía solo 16 triunfos, sus figuras no eran comparables a las cartas ordinarias de tarot (hay dioses de la mitología griega) y los palos no son los españoles comunes sino cuatro clases de pájaros.
Lo que vincula al mazo de Martiano con las cartas de tarot es que esas 16 cartas estaban consideradas como triunfos en el juego de cartas; alrededor de 25 años después, un casi contemporáneo, Jacopo Antonio Marcello, las llamó ludus triumphorum, o «juego de los triunfos». La correspondencia en la cual Marcello usó ese término ha sido documentada y traducida en Internet.
El siguiente documento que parece confirmar la existencia de algo similar a los naipes de tarot, son dos mazos de Milán (el Brera-Brambrilla y el Tarocchi Cary-Yale) —existentes, pero incompletos— y tres documentos, todos del Tribunal de Ferrara, Italia. No es posible poner una fecha precisa a las cartas pero se estima que fueron hechas alrededor de 1440. Los tres documentos datan del 1* de enero de 1441 a julio de 1442, con la palabra trionfi documentada por primera vez en febrero de 1442. El documento de enero de 1441, que usa la palabra trionfi, es visto como poco fiable; sin embargo, el hecho de que el mismo pintor, Sagramoro, fue comisionado por el mismo patrón, Leonello d'Este, como en el documento de febrero de 1442, indica que es al menos plausiblemente un ejemplo del mismo tipo. Después de 1442 pasan siete años sin ningún ejemplo de material similar, lo que permite inferir que no hubo una mayor difusión en esos años.
El juego pareció ganar en importancia en el año 1450, que fue un año de Jubileo en Roma, lo que implicaba muchas festividades y movimiento de peregrinos. Hasta ese momento todos los documentos relevantes apuntaban a un origen de las cartas de trionfi en la clase alta de la sociedad italiana, específicamente las cortes de Milán y Ferrara, en esa época, las cortes más exclusivas en Europa.

### Aparición de las barajas ordinarias de naipes
La difusión de los naipes por Europa puede fijarse con certeza desde 1377 en adelante.

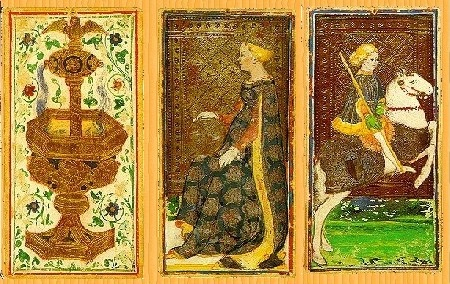
Mazo de cartas de tarot Visconti-Sforza.

Las primeras fuentes de Europa describen un mazo con las 56 cartas típicas (1 al 10 y cuatro figuras), como un mazo moderno sin comodines. Los palos eran cimitarras, bastones, copas y monedas. Estos dibujos evolucionaron rápidamente hacia los palos básicos latinos: espadas, bastos, copas y oros, que se usan todavía en los mazos de naipes tradicionales españoles e italianos.

### Vinculación con la adivinación
Se ignora cuándo se comenzó a usar el tarot para adivinación pero no hay ejemplos documentados antes del siglo XVIII, si bien hay evidencia del uso adivinatorio de cartas similares en 1540. La técnica adivinatoria se basa en la selección aleatoria de cartas de una baraja. Una vez realizada la selección y tendidas las cartas, se interpreta el sentido de las cartas primero el significado de una en una y después en grupo y enlazándolas se construye una respuesta utilizando como base argumental tanto la carta en sí misma como su posición en relación con las otras al ser expuesta.

## Composición de la baraja

### Número de cartas
El primer mazo conocido parece haber tenido el formato ordinario de diez cartas numeradas pero con reyes como las únicas cartas de la corte y solo 16 cartas de triunfo.
El siguiente formato (mazo con cuatro palos de 14 más 22) tardó en aparecer; ya en 1457 hay referencias a mazos de trionfi con 70 cartas. No hay evidencia que muestre que el formato final de 78 cartas existiera antes del poema Tarocchi de Boiardo y el Tarot de Sola Busca.
Algunos investigadores  opinan que los mazos de trionfi de la primera época tenían cinco palos de solo 14 cartas; los triunfos y el comodín o joker eran considerados simplemente un quinto palo con la predefinida función de "triunfos".

### Diseño

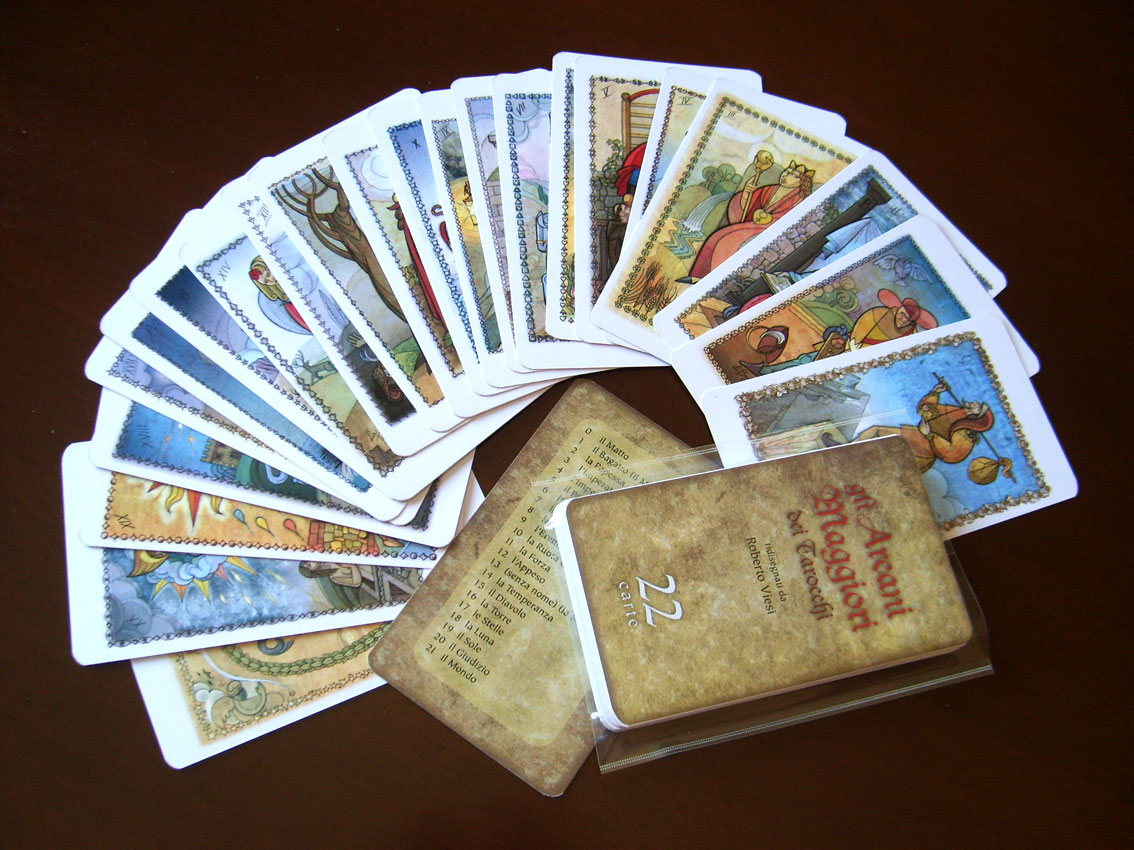
22 cartas inspiradas en el Tarot de Marsella

El diseño de los naipes es diverso, aunque existen diseños clásicos como el del tarot de Marsella (finales del siglo XVII), que ha servido como guía en la elaboración de las figuras y su simbología. Una baraja muy popular y actualmente la más reconocida es el Tarot Rider-Waite, (o Rider-Waite-Smith o Waite-Smith o simplemente Tarot Waite) ideado en 1910 por Arthur Edward Waite, elaborado por su discípula Pamela Colman Smith e impreso por la Rider Company. Cayó en el olvido hasta que la hija de Waite rescata los dibujos originales y vende los derechos a la casa U.S. Games en 1971 alcanzando entonces un enorme éxito en el mundo anglosajón y extendiéndose su uso por todo el mundo hasta competir con el modelo marsellés. Otra baraja común es el Tarot de Thot, ideado entre 1938 y 1942 por el mago inglés Aleister Crowley y realizado por su discípula Frieda Harris; esta baraja se publicó en 1944, en blanco y negro, junto con El Libro de Thoth, que explica la simbología y uso, pero fue editado con sus colores originales solo hasta 1977, en Nueva York, por U.S. Games Systems, Inc. y Samuel Weiser. Otra conocida baraja es la ideada por Fergus Hall para la película Vive y deja morir (1973), popular por su fantasioso diseño.

### Tipología y nombre de las cartas
Las 78 cartas están divididas en arcanos mayores y menores. Arcano proviene del latín arcanum, que significa misterio o secreto. 

#### Arcanos mayores
Los 22 Arcanos Mayores se conocen como triunfos (atouts, en francés; atutti en italiano), lo que significa 'por encima de todo'. El nombre de arcanos mayores es usado en la práctica esotérica; el nombre de triunfos mayores es usado en el tarot como juego, en el que solo se muestra el número romano en cada carta, más una decoración que es la misma en cada una. En las variedades para la interpretación esotérica, cada arcano representa una imagen de carácter arquetípico, con numerosos simbolismos. Aunque existen mazos que tienen el número y el nombre, los tarots más viejos no tienen ni número ni nombre para estos arcanos. Asimismo, no tienen un orden predeterminado. De cualquier modo, los nombres y números de cada carta son los siguientes: 
| Imagen                                   |                     |                                    |                              |              |                                |                              |                                 |                                |                          |                                         |                                |                               |                                         |                                       |                            |                                    |                            |                               |                                  |                 |                                               |          |
| Número                                   | I                   | II                                 | III                          | IV           | V                              | VI                           | VII                             | VIII                           | IX                       | X                                       | XI                             | XII                           | XIII                                    | XIV                                   | XV                         | XVI                                | XVII                       | XVIII                         | XIX                              | XX              | XXI                                           | O        |
| Nombre                                   | El Mago             | La Sacerdotisa (o Papisa)          | La Emperatriz                | El Emperador | El Hierofante (o Papa)         | Los Enamorados               | El Carro                        | La Justicia                    | El Ermitaño              | La Rueda de la Fortuna                  | La Fuerza                      | El Colgado                    | La Muerte                               | La Templanza                          | El Diablo                  | La Torre                           | La Estrella                | La Luna                       | El Sol                           | El Juicio       | El Mundo                                      | El Loco* |
| Tarot de Marsella                        | Le Bateleur         | La Papesse                         | L'Impératrice                | L'Empereur   | Le Pape                        | L'Amoureux                   | Le Chariot                      | La Justice                     | L'Hermite                | La Roue de Fortune                      | La Force                       | Le Pendu                      | L'Arcane sans nom (La Mort)             | Tempérance                            | Le Diable                  | La Maison Dieu                     | L'Étoile                   | La Lune                       | Le Soleil                        | Le Jugement     | Le Monde                                      | Le Mat   |
| Tarot de Rider Waite                     | The Magician        | The High Priestess                 | The Empress                  | The Emperor  | The Hierophant                 | The Lovers                   | The Chariot                     | Justice                        | The Hermit               | Wheel of Fortune                        | Strength                       | The Hanged Man                | Death                                   | Temperance                            | The Devil                  | The Tower                          | The Star                   | The Moon                      | The Sun                          | Judgement       | The World                                     | The Fool |
| Tarot de Baraja de tarot Visconti-Sforza | il bagatto          | la papessa                         | l'imperatrice                | l'imperatore | il papa                        | gli amanti                   | il carro                        | la giustizia                   | il tempo (l'eremita)     | la ruota della fortuna                  | la forza                       | l'appeso                      | la morte                                | la temperanza                         | il diavolo                 | la torre                           | la stella                  | la luna                       | il sole                          | il giudizio     | il mondo                                      | il matto |
| Tarot Egipcio                            | El Mago - El Hombre | La Sacerdotisa - La Mujer del Mago | La Emperatriz - Madre Divina | El Emperador | El Jerarca - El Rigor - La Ley | La indecisión - El Enamorado | El Triunfo - El Carro de guerra | La Justicia - El Arcano de Job | El Eremita - La Inacción | La Retribución - La Rueda de la Fortuna | La Persuasión - El León Domado | El Apostolado - El Sacrificio | La Inmortalidad - Muerte y Resurrección | La Templanza - Matrimonio, asociación | La Pasión - Tifón Bafometo | La Torre Fulminada - La Fragilidad | La Esperanza - La Estrella | Crepúsculo - Enemigos Ocultos | La Inspiración - El Sol Radiante | La Resurrección | El Regreso - La Verdad - La Corona de la Vida | El Loco  |

- Esta última es la única carta que, según el tipo de naipe o su edición, puede no estar numerada o bien corresponderle el número cero.

#### Arcanos menores
Los arcanos menores son 56 cartas divididas en cuatro palos, las «bajas» o «falsas» numeradas del As (1) al diez, más los «honores» o «figuras» que son los personajes de la corte: Sota, Caballero, Reina y Rey. Los palos son los mismos que en la baraja común: la nobleza, simbolizada por las espadas; los campesinos, por los bastos; el clero, por las copas; y los comerciantes, por los oros, los que se cree que eran los cuatro niveles sociales durante los tiempos medievales[cita requerida]. Algunos mazos utilizan los oros, copas, espadas y bastos, como en la baraja española y otros el pique, corazón, trébol y diamante como en la baraja francesa.
| Palo                        | As            | 2              | 3               | 4                 | 5                | 6               | 7                | 8               | 9                | 10              | Sota            | Caballero            | Reina            | Rey            |
| --------------------------- | ------------- | -------------- | --------------- | ----------------- | ---------------- | --------------- | ---------------- | --------------- | ---------------- | --------------- | --------------- | -------------------- | ---------------- | -------------- |
| Palo de Espadas             |               |                |                 |                   |                  |                 |                  |                 |                  |                 |                 |                      |                  |                |
| Nombre                      | As de Espadas | Dos de Espadas | Tres de Espadas | Cuatro de Espadas | Cinco de Espadas | Seis de Espadas | Siete de Espadas | Ocho de Espadas | Nueve de Espadas | Diez de Espadas | Sota de Espadas | Caballero de Espadas | Reina de Espadas | Rey de Espadas |
| Palo de Bastos              |               |                |                 |                   |                  |                 |                  |                 |                  |                 |                 |                      |                  |                |
| Nombre                      | As de Bastos  | Dos de Bastos  | Tres de Bastos  | Cuatro de Bastos  | Cinco de Bastos  | Seis de Bastos  | Siete de Bastos  | Ocho de Bastos  | Nueve de Bastos  | Diez de Bastos  | Sota de Bastos  | Caballero de Bastos  | Reina de Bastos  | Rey de Bastos  |
| Palo de Copas               |               |                |                 |                   |                  |                 |                  |                 |                  |                 |                 |                      |                  |                |
| Nombre                      | As de Copas   | Dos de Copas   | Tres de Copas   | Cuatro de Copas   | Cinco de Copas   | Seis de Copas   | Siete de Copas   | Ocho de Copas   | Nueve de Copas   | Diez de Copas   | Sota de Copas   | Caballero de Copas   | Reina de Copas   | Rey de Copas   |
| Palo de Oros (o Pentáculos) |               |                |                 |                   |                  |                 |                  |                 |                  |                 |                 |                      |                  |                |
| Nombre                      | As de Oros    | Dos de Oros    | Tres de Oros    | Cuatro de Oros    | Cinco de Oros    | Seis de Oros    | Siete de Oros    | Ocho de Oros    | Nueve de Oros    | Diez de Oros    | Sota de Oros    | Caballero de Oros    | Reina de Oros    | Rey de Oros    |

## Uso adivinatorio de las cartas de tarot
A fines del siglo XVIII y comienzos del XIX las cartas del tarot fueron asociadas al misticismo y a la magia. La tradición comenzó en 1781, cuando Antoine Court de Gébelin, un clérigo suizo y francmasón, publicó Le Monde Primitif, un estudio especulativo sobre el simbolismo religioso antiguo y sus remanentes en el mundo moderno. De Gébelin argumentaba que el simbolismo del tarot de Marsella representaba los misterios de Isis y Thoth. Gébelin más tarde afirmó que el nombre tarot venía de los vocablos egipcios tar, que significa 'real', y ro, que significa 'camino', y que el tarot representaba, por lo tanto, un "camino real" a la sabiduría.
Gébelin arguyó estos y similares puntos de vista en forma dogmática; no presentó evidencias para sostener sus argumentos. Además, Gébelin escribió antes de que Champollion hubiera descifrado los jeroglíficos egipcios. Los modernos egiptólogos nada encontraron en el lenguaje egipcio que sustentara las fantasiosas etimologías de Gébelin, pero estos descubrimientos llegaron demasiado tarde. Cuando se dispuso de los auténticos textos egipcios, ya estaba firmemente establecida la identificación de las cartas del tarot con el Libro de Thot egipcio en la práctica ocultista.
Aunque las cartas del tarot se usaban para predecir la fortuna en Bolonia, en el siglo XVIII, fueron publicadas originalmente como un método de adivinación por Jean-Baptiste Alliette, también llamado "Etteilla", un ocultista francés que revirtió las letras de su nombre y trabajó como adivino poco antes de la revolución francesa. Etteilla diseñó el primer mazo de tarot esotérico y añadió atribuciones astrológicas y motivos "egipcios" a varias cartas, alterando muchos de los diseños marselleses y añadiendo significados adivinatorios en el texto de las cartas. Los mazos de Etteilla, aunque ahora eclipsados por los ilustrados de Smith y Waite y el mazo "Thoth" de Aleister Crowley, aún se encuentran disponible. 
Más tarde, Marie-Anne Le Normand popularizó la adivinación y la profecía durante el reinado de Napoleón I. Esto se debió en parte a la influencia que tuvo sobre Josefina de Beauharnais, la primera esposa de Napoleón. Sin embargo, esta no usaba el tarot habitualmente.
El interés en el tarot para la adivinación a cargo de otros ocultistas llegó después, durante el auge de los herméticos, de la década de 1840, en la cual (entre otros) estuvo involucrado Víctor Hugo. La idea de las cartas como clave mística fue desarrollada posteriormente por Eliphas Lévi y pasó al mundo de habla inglesa por la Orden Hermética del Alba Dorada. Lévi, y no Etteilla, es considerado por algunos el verdadero fundador de las escuelas más contemporáneas de tarot; su Dogme et Ritual de la Haute Magie, de 1854, introdujo una interpretación de las cartas que las relacionaba con la Cábala. Aunque Lévi aceptó las afirmaciones de Court de Gébelin sobre un origen egipcio de los símbolos de las cartas, rechazó las innovaciones de Eteilla y su mazo alterado y arregló en su lugar un sistema que relacionaba al tarot, especialmente al tarot de Marsella, con la cábala y con los cuatro elementos de la alquimia. Por otro lado, algunos significados adivinatorios de Etteilla todavía son usados por algunos lectores de tarot.[cita requerida]

### Tipos de lectura de tarot
La lectura del tarot se enmarca en la creencia de que las cartas pueden ser usadas para comprender situaciones actuales y futuras de la persona consultante. Algunos dicen que las cartas son guiadas por una fuerza espiritual como guía, mientras otros creen que las cartas los ayudan en introducirse a un inconsciente colectivo. Uno de los métodos más utilizados son las tiradas, que  consisten en voltear un número de cartas que previamente han sido barajadas al azar y repartidas en un cierto orden boca abajo, y darle una interpretación (valor o significado) a cada carta según la posición relativa en la que se encuentre sobre la mesa y en relación con las cartas adyacentes, y el tarotista formula su interpretación sobre su significado. Existen además programas de cómputo o aplicaciones para Facebook o teléfono móvil que replican las tiradas con cartas. Hoy en día también existen sitios webs que ofrecen lecturas del Tarot en línea gratuitas o de pago.
Si refiriéndonos a tipos de Tarot hacemos alusión a sobre qué materias o temáticas de vida suele aplicarse el tarot, las principales son el amor, la salud y el dinero. Estas son las aristas sobre las cuales la mayoría de las personas buscan realizar sus consultas o sesiones de tarot. Esto se justifica sabiendo que dichas aristas son la base de las incertidumbres y problemas que suelen tener las personas en su vida cotidiana.

### Tiradas
Existen distintas configuraciones utilizadas para las tiradas:
1. Método sencillo o Gran Cruz
2. La cruz mágica
3. Tirada horoscópica
4. El árbol de la vida
5. Tirada céltica[27]
6. Tirada lineal 3 cartas

## Otros usos

### Psicología
Aun cuando es conocido el interés que el psiquiatra suizo Carl Gustav Jung mostró por diversas mancias, como el I Ching, la astrología o el significado del tarot, no escribió obra o tratado alguno sobre este último, y se ciñó a esporádicas alusiones contenidas en sus obras completas.
Sus discípulos desarrollaron y amplificaron los fundamentos arquetípicos junguianos y su principio de sincronicidad en el tarot, de entre los cuales destaca la analista Sallie Nichols y su obra Jung y el tarot. Un viaje arquetípico en la que reitera ya desde el mismo prólogo el uso que hace Nichols de la obra junguiana para desarrollar su propia propuesta del tarot, integrando psicología analítica y dicha mancia.
Postulaba que en virtud del principio de sincronicidad la psique humana es capaz de intuir el presente, el pasado y el futuro del "continuum" espacio-temporal en el momento de la tirada de cartas; dicho de otro modo, en el momento de la echada de cartas, las imágenes simbólico-arquetípicas resultantes de la tirada mantienen una relación sincronizada con acontecimientos pasados, presentes y futuros. Desde la perspectiva junguiana, las cartas del tarot se ven a su vez como representantes simbólico-arquetípicos de tipos fundamentales de personas o situaciones del inconsciente colectivo. La carta del Emperador, por ejemplo, representa posiblemente la figura del patriarca o del padre, la autoridad en el plano temporal en general, mientras que la carta del papa representa la autoridad en el plano espiritual, la sabiduría teológica, etcétera.
De todas formas cabe señalar que la práctica psicológica no tiene nada que ver con esta práctica, aunque algunos psicólogos optan por el tarot como una herramienta para su consulta.

### El tarot como instrumento mnemotécnico
Algunas escuelas del pensamiento oculto y del estudio de los símbolos, como la Orden Hermética del Alba Dorada, consideran el tarot como un libro de texto y un artilugio mnemotécnico para sus enseñanzas.[cita requerida] Esta puede ser la causa de que la palabra arcanos (o arcana) sirve para describir dos secciones del mazo del tarot: arcana es la forma plural de la palabra latina arcanum, que significa 'cerrado' o 'escondido'.

### Tarot francés
Las cartas del tarot se han utilizado como naipes comunes en un juego que se parece al bridge. A éste se sigue jugando sin asociaciones ocultas, especialmente en Francia. Es el único juego de baraja ampliamente distribuido que se ha conservado hasta el día de hoy en el que usa la baraja completa de tarot de 78 naipes. El juego está documentado en varios fragmentos de literatura francesa del siglo XVI y aparece en el capítulo “Gargantúa y Pantagruel” de 1534, en el que Rabelais especifica los juegos que eran jugados por Gargantúa. Las reglas del jeu de tarot se publican por la Federación francesa de tarot.
Al Jeu de tarot se juega con la baraja de 78 naipes y consiste en una serie numerada de 21 triunfos, un Bufón y cuatro palos de 14 naipes, incluidos los numéricos del 1 a 10, el valet, el caballero, la dama y el rey. El único naipe con una acción especial es el Bufón que se llama Perdón (en fr. L'Excuse). El Bufón se puede jugar con cualquier baza: “excusa” al jugador por alterar el palo. Sin embargo, casi nunca hace baza. La exclusión es el juego del Bufón en la última baza. Si la parte que juega al Bufón ha tomado todas las bazas anteriores, el Bufón hará la última baza. El uso del Bufón como naipe de valor variable representa el significado caótico en la cartomancía dentro de los naipes Tarot.

## Elementos de un tarot genérico

### Un conjunto de cartas con significados
Cada carta tiene una asignación de significados arbitraria. Los mismos están relacionados con los grandes arquetipos universales (en este sentido, los significados pueden ser solo alusiones para dar flexibilidad en la interpretación). El conjunto de los significados de cada carta forma un universo semántico, rico en interpretación (filosófica, situacional). 

### Ilustración de las cartas
Cada carta de un tarot cuenta con una ilustración que sirve como referencia memorística, en la cual es importante la selección de iconos y colores, ya que cada color tiene un valor simbólico (por ejemplo, azul-espiritualidad). Existen distintas ilustraciones dependiendo del tipo de tarot y de baraja que se está usando.

### Interpretación numerológica
Ligado al número de cartas, hay toda una tradición acerca del significado de cada número.

### Categorías básicas
La tradición divide el tarot en: espadas (elemento aire, pensamiento e inteligencia), bastos (elemento fuego, vida, pasiones), copas (elemento agua,
amor y sentimientos) y oros o pentáculos (elemento tierra, naturaleza, materia, lo económico).

### Liga con la tradición
Aunque este elemento no es forzoso, es importante para reutilizar el aprendizaje de otros tarots.